# Surażkowo
Surażkowo (białorus. Суражково) – wieś w Polsce położona w województwie podlaskim, w powiecie białostockim, w gminie Supraśl.

## Historia
Według Pierwszego Powszechnego Spisu Ludności z 1921 roku wieś Surażkowo liczyła 14 domów i 101 mieszkańców (53 kobiety i 48 mężczyzn). Większość mieszkańców miejscowości zadeklarowała wówczas wyznanie prawosławne (79 osób), pozostali zgłosili wyznanie rzymskokatolickie (22 osoby). Podział religijny mieszkańców Surażkowa niemal całkowicie odzwierciedlał ich strukturą narodowo-etniczną, gdyż większość mieszkańców wsi podała narodowość białoruską (73 osoby), reszta podała narodowość polską (28 osób).
W latach 1975–1998 miejscowość administracyjnie należała do województwa białostockiego.

## O wsi
Przez miejscowość przepływa Sokołda, niewielka rzeka dorzecza Narwi, dopływ Supraśli.
Prawosławni mieszkańcy wsi należą do parafii Zwiastowania Przenajświętszej Bogurodzicy i św. Jana Teologa w Supraślu.